# Gornja Dobra
Gornja Dobra je naselje u Hrvatskoj u sastavu općine Skrada. Nalazi se u Primorsko-goranskoj županiji.

## Zemljopis
Južno jugozapadno je Brezje Dobransko, južno jugoistočno je Pećišće, sjeverozapadno je Sleme Skradsko, sjeverno je Žrnovac, sjeveroistočno su Donja Dobra i Novi Lazi, jugoistočno su Stari Lazi i Mala Dobra.

## Stanovništvo
| broj stanovnika | 43    | 45    | 59    | 54    | 57    | 55    | 65    | 58    | 80    | 85    | 82    | 77    | 74    | 71    | 60    | 39    | 38    |
|                 | 1857. | 1869. | 1880. | 1890. | 1900. | 1910. | 1921. | 1931. | 1948. | 1953. | 1961. | 1971. | 1981. | 1991. | 2001. | 2011. | 2021. |